# 이정 귀암집
이정 귀암집(李楨 龜巖集)은 대한민국 경상남도 진주시에 있는 조선시대의 책이다.
2011년 4월 28일 경상남도의 유형문화재 제513호 진주동산리간암박태형가문소장귀암집으로 지정되었다가, 2018년 12월 20일 현재의 명칭으로 변경되었다.

## 개요
『귀암집』은 龜巖 李楨(1512-1571)이 남명 조식 및 퇴계 이황을 종유하면서 추구했던 학문의 요체를 이해하는 가장 기초적인 자료이다. 1641년에 불분권 1책의 목판본으로 초간되었고, 1749년에 불분권 1책의 목판본 속집이 간행되었으며, 1902년에 이들 원집과 속집이 재편집의 과정을 거쳐 6권 3책의 목판본으로 중간되었다. 본서는 이 가운데 초간본에 해당되며 일부 도서관에 보관되어 있으나 경남 지역에서는 흔히 발견되지 않은 귀중한 문헌이다.

## 참고 자료
- 이정 귀암집 - 국가유산청 국가유산포털